# 1967 no desporto

## Eventos

### Automobilismo
- 22 de outubro - Denny Hulme torna-se campeão mundial de Fórmula 1, o primeiro piloto neozelandês a levantar a taça.[1]

### Futebol
- 8 de junho - O Palmeiras vence o Grêmio por 2 a 1 no Pacaembu, o Torneio Roberto Gomes Pedrosa, e torna-se campeão brasileiro pela segunda vez.[2]
- 18 de setembro - É fundado o clube Esporte Clube Santo André.
- 29 de dezembro - O Palmeiras vence o Náutico por 2 a 0 no Maracanã, a Taça Brasil, conquistando assim o seu terceiro título de campeão brasileiro.[2]

### Futebol Americano
- 15 de janeiro - É realizado o primeiro Super Bowl em Los Angeles, Estados Unidos, com vitória dos Green Bay Packers em cima dos Kansas City Chiefs por 35 a 10.[3]

## Nascimentos
| Data            | Nome                   | Profissão                        | Nacionalidade                 | Observações | Ref   |
| --------------- | ---------------------- | -------------------------------- | ----------------------------- | ----------- | ----- |
| 8 de janeiro    | Hollis Conway          | atleta, saltador em altura       | Estados Unidos                |             |       |
| 9 de janeiro    | Claudio Caniggia       | futebolista                      | Argentina                     |             |       |
| 12 de janeiro   | Grigoriy Yegorov       | atleta, saltador com vara        | União Soviética / Cazaquistão |             |       |
| 18 de janeiro   | Iván Zamorano          | futebolista                      | Chile                         |             |       |
| 22 de janeiro   | Ecaterina Szabo        | ginasta                          | Roménia                       |             |       |
| 23 de janeiro   | Alberto Fontana        | futebolista                      | Itália                        |             |       |
| 29 de janeiro   | Khalid Skah            | atleta, fundista                 | Marrocos                      |             |       |
| 3 de fevereiro  | Aurelio Vidmar         | futebolista                      | Austrália                     |             |       |
| 4 de fevereiro  | Sergei Grinkov         | patinador artístico              | União Soviética / Rússia      | m. 1995     | [ 4 ] |
| 11 de fevereiro | Ciro Ferrara           | futebolista                      | Itália                        |             |       |
| 13 de fevereiro | Tadayuki Okada         | motociclista                     | Japão                         |             |       |
| 13 de fevereiro | Stanimir Stoilov       | treinador de futebol             | Bulgária                      |             |       |
| 18 de fevereiro | Roberto Baggio         | futebolista                      | Itália                        |             |       |
| 18 de fevereiro | Colin Jackson          | atleta, barreirista              | Reino Unido                   |             |       |
| 21 de fevereiro | Patrick Lodewijks      | futebolista                      | Países Baixos                 |             |       |
| 26 de fevereiro | Kazuyoshi Miura        | futebolista                      | Japão                         |             |       |
| 1 de março      | Aron Winter            | futebolista                      | Países Baixos                 |             |       |
| 6 de março      | Roberto Hernández      | atleta, velocista                | Cuba                          | m. 2021     | [ 5 ] |
| 20 de março     | Jonas Thern            | futebolista                      | Suécia                        |             |       |
| 22 de março     | Mario Cipollini        | ciclista                         | Itália                        |             |       |
| 25 de março     | Debi Thomas            | patinadora artística             | Estados Unidos                |             |       |
| 30 de março     | Christopher Bowman     | patinador artístico              | Estados Unidos                | m. 2008     | [ 6 ] |
| 7 de abril      | Bodo Illgner           | futebolista                      | Alemanha                      |             |       |
| 3 de maio       | Carlos Mercenario      | atleta, marchador                | México                        |             |       |
| 11 de maio      | Alberto García Aspe    | futebolista                      | México                        |             |       |
| 18 de maio      | Heinz-Harald Frentzen  | piloto de automobilismo          | Alemanha                      |             |       |
| 27 de maio      | Paul Gascoigne         | futebolista                      | Inglaterra                    |             |       |
| 29 de maio      | Alexandre Gallo        | treinador e futebolista          | Brasil                        |             |       |
| 11 de junho     | João Garcia            | alpinista                        | Portugal                      |             |       |
| 17 de junho     | Zinho                  | futebolista                      | Brasil                        |             |       |
| 27 de junho     | Andre Arendse          | futebolista                      | África do Sul                 |             |       |
| 28 de junho     | Lars Riedel            | atleta, lançador de disco        | Alemanha                      |             |       |
| 30 de junho     | Silke Renk             | atleta, lançadora de dardo       | Alemanha                      |             |       |
| 7 de julho      | Tom Kristensen         | piloto de automobilismo          | Dinamarca                     |             |       |
| 9 de julho      | Yordan Lechkov         | futebolista                      | Bulgária                      |             |       |
| 12 de julho     | Bruny Surin            | atleta, velocista                | Canadá                        |             |       |
| 28 de julho     | Attila Horváth         | atleta, lançador de disco        | Hungria                       | m. 2020     | [ 7 ] |
| 31 de julho     | Peter Rono             | atleta, meio-fundista            | Quênia                        |             |       |
| 7 de agosto     | Evgeny Platov          | patinador artístico              | Rússia                        |             |       |
| 8 de agosto     | Marcelo Balboa         | futebolista                      | Estados Unidos                |             |       |
| 12 de agosto    | Emil Kostadinov        | futebolista                      | Bulgária                      |             |       |
| 15 de agosto    | Brahim Boutayeb        | atleta, fundista                 | Marrocos                      |             |       |
| 19 de agosto    | Augustine Eguavoen     | futebolista                      | Nigéria                       |             |       |
| 19 de agosto    | Saeed Al-Owairan       | futebolista                      | Arábia Saudita                |             |       |
| 27 de agosto    | Igor Dobrovolskiy      | futebolista                      | Rússia (Ucrânia)              |             |       |
| 2 de setembro   | Andreas Möller         | futebolista                      | Alemanha                      |             |       |
| 5 de setembro   | Matthias Sammer        | treinador de futebol             | Alemanha                      |             |       |
| 6 de setembro   | Igor Štimac            | futebolista                      | Iugoslávia (Croácia)          |             |       |
| 8 de setembro   | Brian Wellman          | atleta, saltador triplo          | Bermudas                      |             |       |
| 12 de setembro  | Mirko Slomka           | treinador de futebol             | Alemanha                      |             |       |
| 13 de setembro  | Michael Johnson        | atleta, velocista                | Estados Unidos                |             |       |
| 25 de setembro  | Jeff Hartwig           | atleta, saltador com vara        | Estados Unidos                |             |       |
| 27 de setembro  | Andrey Pyatnitskiy     | futebolista                      | Rússia (Uzbequistão)          |             |       |
| 2 de outubro    | Frankie Fredericks     | atleta, velocista                | Namíbia                       |             |       |
| 3 de outubro    | Tiffany Chin           | patinadora artística             | Estados Unidos                |             |       |
| 6 de outubro    | Kennet Andersson       | futebolista                      | Suécia                        |             |       |
| 9 de outubro    | Eddie Guerrero         | wrestler                         | Estados Unidos                |             |       |
| 13 de outubro   | Javier Sotomayor       | atleta, saltador em altura       | Cuba                          |             |       |
| 21 de outubro   | Paul Ince              | futebolista                      | Inglaterra                    |             |       |
| 21 de outubro   | Alcindo Sartori        | futebolista                      | Brasil                        |             |       |
| 20 de outubro   | Akira Ryō              | motociclista                     | Japão                         |             |       |
| 2 de novembro   | Zvonimir Soldo         | futebolista                      | Iugoslávia (Croácia)          |             |       |
| 8 de novembro   | José Luis Caminero     | futebolista                      | Espanha                       |             |       |
| 11 de novembro  | Gil de Ferran          | piloto de automobilismo          | Brasil                        | m. 2023     | [ 8 ] |
| 15 de novembro  | Gustavo Poyet          | futebolista                      | Uruguai                       |             |       |
| 17 de novembro  | Domenico Schiattarella | piloto de automobilismo          | Itália                        |             |       |
| 20 de novembro  | Ronaldo Giovanelli     | futebolista                      | Brasil                        |             |       |
| 22 de novembro  | Boris Becker           | tenista                          | Alemanha                      |             |       |
| 5 de dezembro   | Bogdan Stelea          | futebolista                      | Roménia                       |             |       |
| 6 de dezembro   | Marko Simeunovič       | futebolista                      | Tchecoslováquia (Eslováquia)  |             |       |
| 9 de dezembro   | Caryn Kadavy           | patinadora artística             | Estados Unidos                |             |       |
| 9 de dezembro   | Milán Udvarácz         | futebolista                      | Hungria                       |             |       |
| 16 de dezembro  | Donovan Bailey         | atleta, velocista                | Canadá                        |             |       |
| 16 de dezembro  | Ion Timofte            | futebolista                      | Roménia                       |             |       |
| 22 de dezembro  | Dan Petrescu           | treinador de futebol             | Roménia                       |             |       |
| 24 de dezembro  | Mikhail Shchennikov    | atleta, marchador                | União Soviética / Rússia      |             |       |
| 30 de dezembro  | Colin Kolles           | diretor técnico de automobilismo | Alemanha                      |             |       |

## Mortes
| Data          | Nome            | Profissão               | Nacionalidade | Observações | Ref |
| ------------- | --------------- | ----------------------- | ------------- | ----------- | --- |
| 10 de Maio    | Lorenzo Bandini | piloto de automobilismo | Líbia         | n. 1935     |     |
| 2 de Dezembro | Phyllis Johnson | patinadora artística    | Reino Unido   | n. 1886     |     |